# Добривоје Селец
Добривоје Селец (3. фебруар 1943 — 4. мај 2008) био је југословенски рукометаш.

## Биографија
Рођен је 3. фебруара 1943. године у Вараждину. Пре него што је стигао у Бањалуку и обукао дрес Борца, наступао је за београдске екипе: Партизан, Обилић и Црвену звезду а потом и за загребачки Медвешчак.
Био је леворук, имао је разоран шут, голове је често постизао са позиције која није логична за шутирање. По доласку у Борац из Бањалуке, освојио је низ трофеја са клубом, имао је значајан допринос у освајању купова и титула првака Југославије. Свакако најзначајнији клупски трофеј је освајање Купа европских шампиона 1976. године.
Дана 1. децембра 1964. године дебитовао је за репрезентацију Југославије. Против Румуна је дао два гола. Укупно је одиграо 22 утакмице у дресу са државним грбом и постигао 15 голова. На Олимпијским играма 1972. године у Минхену је освојио златну медаљу.
Током деведесетих година се преселио у Сједињене Америчке Државе. Преминуо је после тешке болести 4. маја 2008. године на Флориди у граду Сент Питерсбург. Поште Српске пустиле су током 2018. године у продају поштанске марке са бањалучким спортским легендама, међу којима се нашао Селец.

## Успеси
Југославија
- медаље
- злато Олимпијске игре 1972. Минхен.